# Nasty (Cho)
Nasty is een lied van de Nederlandse rapper Cho in samenwerking met de Belgische rapper Bryan Mg. Het stond in 2021 als dertiende track op het album Chosen van Cho.

## Achtergrond
Nasty is geschreven door Andy Ricardo de Rooy, Bryan Mumvudi, Giovanni Rustenberg en Sergio van Gonter en geproduceerd door Reverse en Andy Ricardo. Het is een nummer dat past in het genre nederhop. In het lied rappen en zingen de artiesten over hun seksuele verlangens. Het was de eerste en anno 2023 de enige keer dat de twee artiesten met elkaar een bescheiden hit hebben.

## Hitnoteringen
Ondanks dat het lied niet als single was uitgebracht, hadden de artiesten toch bescheiden succes met het lied in Nederland. Het stond op de 95e plaats van de Single Top 100 in de enige week dat het in deze hitlijst te vinden was. De Top 40 en haar Tipparade werden niet bereikt.